# Red Rock (Arizona, Apache megye)
Red Rock önkormányzat nélküli statisztikai település az USA Arizona államában, Apache megyében. Lakosainak száma 136 fő (2020. április 1.).